# Mały gończy gaskoński
Mały gończy gaskoński – rasa psa, należąca do grupy psów gończych, zaklasyfikowana do sekcji średnich psów gończych. Według klasyfikacji FCI podlega próbom pracy.

## Rys historyczny
Mały gończy gaskoński to stara rasa, wywodząca się od dużych gończych gaskońskich. Rasa ta długo pozostawała w ukryciu, ponieważ gończe z Gaskonii były hodowane jedynie przez myśliwych i tylko jako psy użytkowe. Hodowcy przeważnie nie rejestrowali miotów w organizacjach kynologicznych, a tym bardziej nie pokazywali ich na wystawach.
Historia zarówno małych, jak i dużych gończych gaskońskich zaczęła się we Francji i sięga wieku XIV, kiedy to Gaston Phoebus – hrabia de Foix i autor „Księgi Łowów” – wyhodował słynną wówczas sforę „błękitnych psów”, które radziły sobie z wilkami, a także polowały na niedźwiedzie i dziki. Przez kolejne stulecia, poprzez starannie ukierunkowaną hodowlę, stworzono dwie odmiany gończego gaskońskiego – małą i dużą, także odmiana mniejsza jest wynikiem celowej redukcji wzrostu dużego gończego gaskońskiego, bezpośrednio związanej z jej użytkowością. Mniejszy gończy był potrzebny do polowania na zające i inną drobną zwierzynę.
Pierwsze wzmianki o małych gończych gaskońskich pojawiają się w piśmiennictwie XVIII wieku.
Jednym z udokumentowanych opisów rasy mały gończy gaskoński jest opis sfory trzymanej na dworze biskupa Poitiers. Foundras – Chateauthiers (1720 – 1773) tak ją przedstawił:
„Są niewielkie i lekkie, lecz silne, mają mocne grzbiety, cienkie ogony, zaś uszy ich są miękkie i pofałdowane. Ich charakterystyczna maść nie zmienia się nawet wtedy, gdy zmokną podczas polowania w porannej rosie. Polują uważnie. Mają piękny, głęboki głos”.

## Wygląd

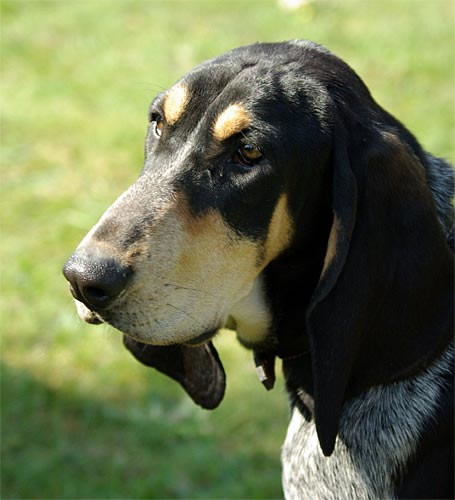
Głowa suki rasy mały gończy gaskoński

Mały gończy gaskoński przypomina wyglądem swego większego krewniaka – dużego gończego gaskońskiego, ma nieco bardziej zwartą sylwetkę i lżejszą głowę. Główną różnicą pomiędzy tymi dwiema rasami gończych gaskońskich jest wzrost – u małego gończego gaskońskiego waha się on w granicach od 52 do 58 cm dla psów oraz od 50 do 56 cm dla suk, zaś duży gończy gaskoński osiąga nawet 72 cm.

### Budowa
Według wzorca FCI, który został opublikowany w wersji obowiązującej 24 stycznia 1996 roku, mały gończy gaskoński:
- Jest psem średniej wielkości, proporcjonalnym, dystyngowanym
- W budowie anatomicznej:
  - Czaszka widziana od przodu jest lekko wysklepiona, niezbyt szeroka; guz potyliczny lekko zaznaczony. Widziana z góry ma słabo wyrażony kształt owalny. Czoło pełne. Stop słabo zaznaczony.
  - Trzewioczaszka: Nos czarny, szeroki, nozdrza rozwarte. Kufa tej samej długości co czaszka, mocna, często lekko wysklepiona. Szczęki/uzębienie: zgryz nożycowy. Siekacze osadzone prostopadle do szczęk. Wargi niezbyt grube i niezbyt rozwinięte. Warga górna zakrywa dolną. Policzki suche. Oczy owalne, brązowe, o łagodnym wyrazie. Uszy niezbyt grube, pofałdowane, sięgające co najmniej do końca nosa.
  - Szyja jest długa, z nieznacznym podgardlem.
  - Tłów posiada grzbiet dobrze związany. Lędźwie dobrze związane, niezbyt długie. Zad lekko spadzisty. Klatka piersiowa długa, sięgająca łokci; przedpiersie dość dobrze rozwinięte. Żebra lekko zaokrąglone. Brzuch płaski i głęboki.
  - Ogon jest cienki, sięgający do stawu skokowego. W ruchu noszony dumnie, szablasto wygięty.
  - Kończyny przednie są dość mocne. Łopatka umięśniona, średnio kątowana. Łokieć dobrze przylegający do tułowia. Przedramię o dobrym kośćcu.
  - Kończyny tylne proporcjonalne. Udo dość długie, muskularne, ale nie przesadnie. Staw skokowy szeroki, lekko kątowany, nisko osadzony. Łapy owalne, palce suche i zwarte. Opuszki i pazury czarne.
  - Chody regularne i swobodne.
  - Skóra jest sprężysta, czarna lub z dużą ilością czarnych plam, nigdy nie całkowicie biała.

Śluzówki czarne.
- Samce muszą posiadać dwa prawidłowo wykształcone jądra całkowicie umieszczone w worku mosznowym.

### Szata i umaszczenie
Włos jest krótki, półgruby oraz obfity. Umaszczenie w całości cętkowane (czarno-białe), co nadaje maści odcień niebiesko-łupkowy; z czarnymi łatami różnej wielkości lub bez łat. Dwie czarne łaty zwykle umiejscowione są po obu stronach głowy, pokrywając uszy, obejmując oczy i sięgając do policzków. Nie łączą się one na czaszce, pozostawiając białą strzałkę pośrodku, w środku której często znajduje się małe czarne znaczenie, owalnego kształtu, charakterystyczna dla rasy. Nad łukiem brwiowym znajdują się dwie plamki podpalane o mniej lub bardziej żywym kolorze. Ślady podpalania znajdują się także na policzkach, na wargach, na wewnętrznej powierzchni uszu, na kończynach i pod ogonem.
Według standardu wadami są wszelkie odchylenia od powyższego opisu,
a wady dyskwalifikujące to:
- brak typu,
- przodozgryz lub tyłozgryz,
- oko jasne,
- wszelkie inne maści poza przewidzianymi przez wzorzec,
- widoczne kalectwo,
- poważne wady anatomiczne,
- osobniki tchórzliwe lub agresywne.

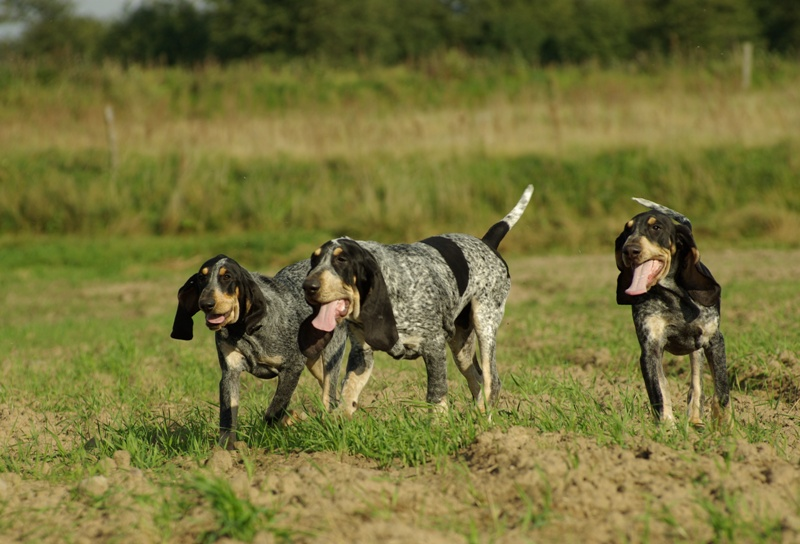
Mały gończy gaskoński należy do ras dobrze pracujących w zespole

## Zachowanie i charakter
Mały gończy gaskoński to pies o czułym węchu, który wykorzystuje podczas polowania, dostosowuje się do innych psów i pracy w grupie, stąd dobrze poluje w sforach. Wymaga konsekwentnego prowadzenia. Jako inteligentny i wytrwały przedstawiciel ras myśliwskich chętnie się uczy i wykonuje polecenia swego przewodnika. Jest psem przyjaznym, bez skłonności do agresji.

## Użytkowość
Mały gończy gaskoński potrzebuje dużo ruchu. Realizuje się na konkursach tropowców i dzikarzy, a także w zwykłej zabawie w szukanie przedmiotów.
Małe gończe gaskońskie potrafią trzymać się tropu nawet przy niesprzyjającej pogodzie i w trudnym terenie. Wytrwałe, silne i chętnie współpracujące z człowiekiem, nadają się do polowania na zające, ale także na dziki, lisy i inną zwierzynę.
Mały gończy gaskoński jest wszechstronnym psem myśliwskim, używanym do polowania z bronią palną, czasami do polowania par force. Najczęściej używany do polowania na zające, ale poluje także na grubą zwierzynę.

## Popularność
Ze względu na swoje uniwersalne cechy użytkowe i charakterologiczne mały gończy gaskoński jest popularną rasą psów myśliwskich w południowo-zachodniej części Francji.